# NGC 2290
NGC 2290 è una galassia a spirale situata nella costellazione dei Gemelli, a una distanza di circa 247 milioni di anni luce dalla nostra Via Lattea.

## Scoperta
La galassia è stata scoperta il 4 febbraio 1793 dall'astronomo britannico di origine tedesca William Herschel.

## Descrizione
NGC 2290 presenta una larga riga a 21 cm dell'idrogeno neutro.
Nella stessa area di cielo di NGC 2290, nelle immagini sono visibili anche le galassie NGC 2288 e NGC 2289.

## Gruppo di NGC 2274
NGC 2290 fa parte del Gruppo di NGC 2274, un raggruppamento che comprende almeno 4 membri. Le altre tre galassie del gruppo sono NGC 2274, NGC 2275 e UGC 3537.